# Orsinome trappensis
Orsinome trappensis là một loài nhện trong họ Tetragnathidae.
Loài này thuộc chi Orsinome. Orsinome trappensis được miêu tả năm 1953 bởi Schenkel.